# Vidmantas Vyšniauskas
Vidmantas Vyšniauskas (ur. 15 września 1969) – litewski piłkarz, grający na pozycji pomocnika – reprezentant Litwy.

## Kariera piłkarska

### Kariera klubowa
W 1988 rozpoczął karierę piłkarską w składzie Tawrii Symferopol. 7 marca 1992 roku debiutował w Wyszczej Lidze w meczu z Torpedem Zaporoże (2:0). Zimą 1993 wyjechał do Niemiec, gdzie występował w klubach z niższych lig: TSG Markkleeberg, 1. FC Union Berlin, FC Sachsen Lipsk, SV Wilhelmshaven, Sportfreunde Siegen, VfB Lübeck i FC Schüttorf 09. W 2005 w wieku 36 lat zakończył karierę piłkarską.

### Kariera reprezentacyjna
11 lipca 1992 zadebiutował w reprezentacji Litwy. Łącznie rozegrał 2 gry reprezentacyjne.

## Sukcesy i odznaczenia

### Sukcesy klubowe
- mistrz Ukrainy: 1992

### Sukcesy reprezentacyjne
- mistrz Baltic Cup: 1992

### Odznaczenia
- tytuł Mistrza Sportu Ukrainy.